# ネタニ・ヴァカヤリア
ネタニ・ヴァカヤリア（Netani Vakayalia、1998年1月20日 - ）は、フィジー出身のラグビーユニオン選手。ジャパンラグビーリーグワンの東芝ブレイブルーパス東京に所属している。

## 略歴
フィジー・コロボウ出身。レレイン・メモリアル・スクール（高校） 卒。
2018年、リコーブラックラムズ(現・リコーブラックラムズ東京)に加入。
2020年、7人制日本代表候補であるSDS（セブンズ・デベロップメント・スコッド）の合宿に参加するトレーニングメンバーに選ばれた。
2021年3月14日にジャパンラグビートップリーグ第4節神戸製鋼コベルコスティーラーズ戦に先発出場で日本での公式戦初出場を果たす。
2025年5月、リコーブラックラムズ東京を退団。
2025年8月、東芝ブレイブルーパス東京に加入。